# Bohemundo II de Tréveris

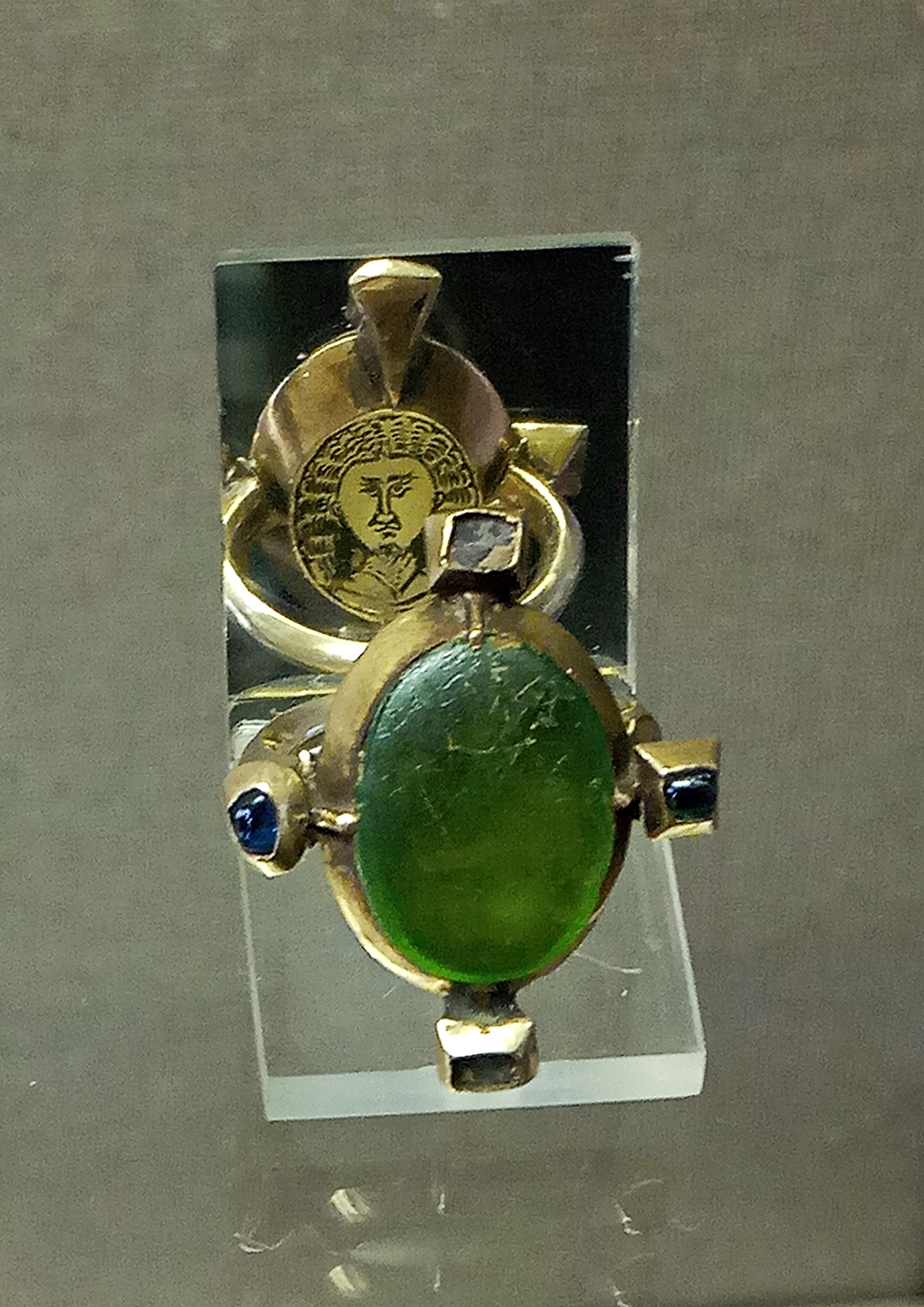
Anillo con el retrato de Bohemundo

Bohemundo de Saarbrucken (m. 1367) fue arzobispo de Tréveris con el nombre de Bohemundo II, y príncipe elector del Sacro Imperio Romano Germánico en el periodo (1354-1362).
De la casa alsaciana de Ettendorf, Bohemundo fue elegido unánimemente para suceder a Balduino de Luxemburgo a la muerte de éste y confirmado por el papa Inocencio VI. Era de avanzada edad y dedicado a gobernar su diócesis en paz. Sin embargo, las luchas feudales internas le debilitaron considerablemente y renunció al gobierno de su sede en favor de su coadjutor Kino de Falkenstein, con el permiso papal. Murió en Saarburg y fue enterrado en la catedral de Tréveris.